# Distretto di Larnaca
Il distretto di Larnaca è uno dei 6 distretti di Cipro ed ha come capoluogo Larnaca.
Parte del suo territorio è stato occupato dalla Repubblica di Cipro del Nord ed è compreso nel distretto di Lefkoşa.

## Comuni
- Athīenou
- Aradippou
- Dromolaxia-Meneou
- Larnaca
- Leukara
- Livadia

## Comunità
- Agia Anna
- Agioi Vavatsinias
- Agios Theodoros
- Alaminos
- Alethriko
- Anafotia
- Anglisides
- Aplanta
- Arsos
- Avdellero
- Choirokoitia
- Delikipos
- Goşşi
- Kalavasos
- Kalo Chorio
- Kato Drys
- Kellia
- Kiti
- Kivisili
- Klavdia
- Kofinou
- Kornos
- Lageia
- Mari
- Maroni
- Mazotos
- Melini
- Melouseia
- Menogeia
- Mosfiloti
- Odou
- Ora
- Ormideia
- Oroklini
- Pergamos
- Pervolia
- Petrofani
- Psematismenos
- Psevdas
- Pyla
- Pyrga
- Skarinou
- Softades
- Tersefanou
- Tochni
- Tremetousia
- Troulloi
- Vavatsinia
- Vavla
- Xylofagou
- Xylotymbou
- Zygi